# Foutouri (département)

Foutouri est un département du Burkina Faso située dans la province de Komondjari et dans la région Est.
En 2006, le dernier recensement comptabilise 15 001 habitants

## Villes
Le département se compose d'un chef-lieu:
- Foutouri

et de sept villages :
| - Foutouri-Peulh - Hantoukoura - Kirgou-Gourma - Kirgou-Peulh | - Lougou - Nassourou - Tankoualou |